# Kenderes
Kenderes [ˈkɛndɛrɛʃ] ist eine Stadt im ungarischen Komitat Jász-Nagykun-Szolnok. Der Ort liegt östlich der Theiß in der Großen Ungarischen Tiefebene, erstreckt sich über 11.124 ha Fläche und hat 4.736 Einwohner (Stand 2011).

## Geschichte
Kenderes ist seit dem 19. Jahrhundert der Stammsitz der Familie des nachmaligen ungarischen Reichsverwesers Miklós Horthy. Dessen sterbliche Überreste wurden – nach dem Abzug der letzten sowjetischen Truppen aus Ungarn – aus dem portugiesischen Estoril 1993 nach Ungarn überführt und am 4. September in einem Mausoleum mit staatlichen Zuschüssen und unter dem Beisein von mehreren ungarischen Regierungsmitgliedern auf dem Ortsfriedhof beigesetzt.

## Städtepartnerschaften
- Kozy, Polen
- Predappio, Italien
- Sabinov, Slowakei
- Sânmartin (Harghita), Rumänien

## Galerie

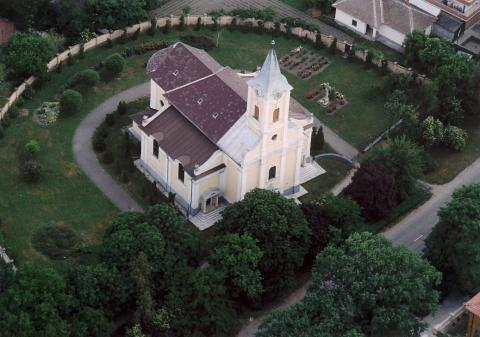
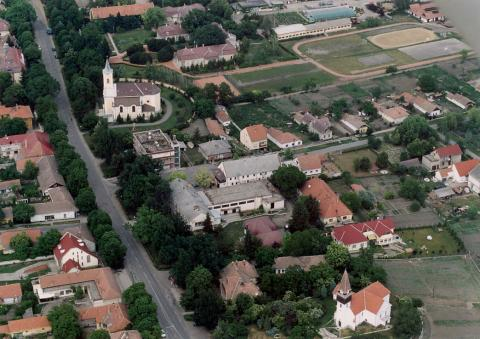
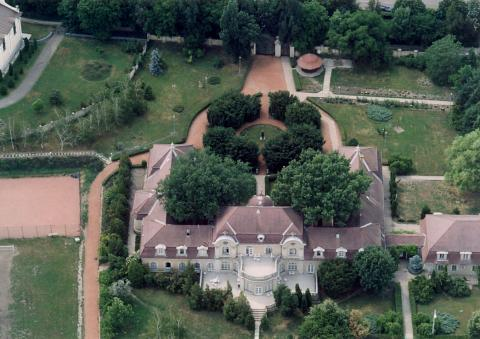

## Belege
1. ↑  László Andor: Hungary on the road to the European Union: transition in blue. Praeger, Westport, Conn 2000, ISBN 0-275-96394-2, S. 49 (englisch).